# Parametri orbitali di Saturno
Saturno orbita attorno al Sole a una distanza media di 1,427 miliardi di chilometri, compiendo una rivoluzione completa in 29,458 anni terrestri. La sua orbita è inclinata di 2,488° rispetto all'eclittica ed è eccentrica di un fattore pari a 0,0560. Alla sua distanza, la luce del Sole appare 100 volte meno intensa rispetto a quella che arriva sulla Terra.
Con una massa pari a 95,181 volte e un volume pari a 744 volte quello terrestre, Saturno è il secondo pianeta più grande del Sistema solare dopo Giove.
L'asse di rotazione è inclinato di 26,731 gradi, regalando al pianeta un ciclo di stagioni più o meno analogo a quello terrestre e marziano, ma assai più lungo.
Il periodo di rotazione di Saturno sul proprio asse varia a seconda della quota; gli strati superiori, nelle regioni equatoriali, impiegano 10,233 ore a compiere un giro completo, mentre nucleo e mantello ruotano in 10,675 ore.

## Orbita
L'orbita percorsa da Saturno può essere descritta attraverso i parametri orbitali seguenti:
- Semiasse maggiore: 1 433 530 000 km (9,582 UA)[1]
- Perielio: 1 352 550 000 km (9,02063224 UA)[1]
- Afelio: 1 515 500 000 km (10,05350840 UA)[1]
- Eccentricità orbitale: 0,0565[1]
- Periodo orbitale: 29,45 anni (10 756,1995 giorni)[1]
- Inclinazione orbitale (Inclinazione sull'eclittica): 2,485°[1]
- Longitudine del nodo ascendente: 113,71504°[1]
- Argomento del perielio: 92,43194°[1]

La distanza media di Saturno dal Sole è di 9,6 UA, pari a circa 1 miliardo e 440 milioni di km. Il periodo di rivoluzione è di 29,45 anni terrestri, pari a circa 10 756 giorni sulla Terra. Tuttavia, il suo periodo sinodico (che corrisponde alla durata di tempo che impiega il pianeta, osservato dalla Terra, per ritornare nella stessa posizione del cielo rispetto al Sole - ad esempio, quindi, tra due congiunzioni successive)  è di 378,09 giorni, quasi 1 anno e 2 settimane terrestri.
La velocità media di percorrenza dell'orbita è di 9,68 km/s. La velocità massima è raggiunta ovviamente (per la seconda Legge di Keplero) durante il passaggio per il perielio ed è di 10,18 km/s, mentre quella minima raggiunta durante il passaggio dell'afelio è di 9,09 km/s.
La sua orbita è inclinata di 2,488º rispetto all'eclittica ed è eccentrica di un fattore 0,0560. Alla sua distanza la luce del Sole appare 100 volte meno intensa rispetto alle misure effettuate dalla Terra.

## Rotazione
L'asse di rotazione è inclinato di 26,731°, regalando al pianeta un ciclo di stagioni più o meno analogo a quello terrestre e marziano, ma assai più lungo. Il periodo di rotazione di Saturno sul proprio asse varia a seconda della quota; gli strati superiori, nelle regioni equatoriali, impiegano 10,23378 ore a compiere un giro completo, mentre nucleo e mantello ruotano in 10,67597 ore.
Nel marzo 2007 è stato rilevato che la variazione delle emissioni radio del pianeta non corrisponde alla velocità di rotazione di Saturno. Tale variazione potrebbe essere causata dall'attività dei geyser sulla superficie della luna Encelado. Il vapore acqueo emesso in orbita attorno a Saturno da questa attività crea un ostacolo al campo magnetico del pianeta, rallentando la sua rotazione rispetto alla rotazione del pianeta.
L'ultima stima del periodo di rotazione di Saturno, basato su una media di varie misure effettuate dalle sonde Cassini, Voyager e Pioneer è stato segnalata nel settembre 2007, ed equivale a 10 ore, 32 minuti e 35 secondi.